# Champions olympiques belges

## Liste par Jeux olympiques

### Jeux olympiques d'été

#### 1900 - Paris
8 médailles d'or 
- Tir aux pigeons vivants : Léon de Lunden
- Tir à l'arc au chapelet 33 m : Hubert Van Innis
- Tir à l'arc au cordon doré 33 m : Hubert Van Innis
- Équitation saut d'obstacles : Aimé Haegeman sur Benton II
- Equitation saut en longueur : Constant van Langhendonck sur Extra Dry
- aviron (sport) - deux sans barreur, juniors : Marcel Van Crombrugghe, Oscar de Somville
- aviron - quatre sans barreur, seniors : Royal Club Nautique de Gand
- aviron - huit, juniors : Union Nautique de Bruxelles

#### 1908 - Londres
1 médaille d'or
- Tir au pistolet  : Paul van Asbroeck

#### 1912 - Stockholm
2 médailles d'or 
- Escrime épée individuelle : Paul Anspach
- Escrime épée par équipe : Paul Anspach, Henri Anspach, Fernand Montigny, Robert Hennet, Jacques Ochs, François Rom, Gaston Salmon, Victor Willems

#### 1920 - Anvers
15 médailles d'or 
- Haltérophilie plume −60 kg : Frans de Haes
- Tir à l'arc, cible fixe, petite cible : Edmond Van Moer
- Tir à l'arc, cible fixe, grande cible : Edmond Cloetens
- Tir à l'arc, cible fixe, grande cible par équipe : Edmond Cloetens, Firmin Flamand, Joseph Hermans, Louis Van de Perck, Auguste Van de Verre, Edmond Van Moer
- Tir à l'arc cible mobile 28 m : Hubert Van Innis
- Tir à l'arc cible mobile 33 m par équipe : Hubert Van Innis, Pierre Van Thielt, Jérôme De Mayer, Alphonse Allaert, Edmond De Knibber, Louis Delcon, Louis Van Beeck, Louis Fierens
- Tir à l'arc cible mouvante 50 m par équipe : Hubert Van Innis, Pierre Van Thielt, Jérôme De Mayer, Alphonse Allaert, Edmond De Knibber, Louis Delcon, Louis Van Beeck, Louis Fierens
- Équitation - voltige : Daniel Bouckaert
- Équitation - voltige par équipe : Daniel Bouckaert, Louis Finet, Van Ranst
- Cyclisme 50 km piste : Henry George
- Voile catégorie 6 m, type ancien : Belgique (Albert Bruynseels, Emile Cornellie, Florimond Cornellie)
- Football : Équipe de Belgique (Félix Balyu,  Désiré Bastin, Mathieu Bragard, Robert Coppée, Raoul Daufresne de La Chevalerie, Jean De Bie, André Fierens, Émile Hanse, Georges Hebdin, Henri Larnoe, Joseph Musch, Fernand Nisot, Armand Swartenbroeks, Louis Van Hege, Oscar Verbeeck)
- Compétition artistique sculpture : Albéric Collin
- Compétition artistique musique : Georges Monier

#### 1924 - Paris
3 médailles d'or 
- Boxe (mi-moyens; −67 kg) : Jean Delarge
- Escrime (épée) : Charles Delporte
- Voile (yole 12 pieds) : Léon Huybrechts

#### 1948 - Londres
2 médailles d'or 
- Athlétisme 5 000 m : Gaston Reiff
- Cyclisme course sur route par équipe : Lode Wouters, Léon De Lathouwer, Eugène Van Roosbroeck

#### 1952 - Helsinki
2 médailles d'or 
- Cyclisme course sur route : André Noyelle
- Cyclisme course sur route par équipe : André Noyelle, Robert Grondelaers, Lucien Victor

#### 1964 - Tokyo
2 médailles d'or 
- Athlétisme 3 000 m steeple : Gaston Roelants
- Cyclisme 1 000 m contre la montre : Patrick Sercu

#### 1980 - Moscou
1 médaille d'or
- Judo −95 kg : Robert Van de Walle

#### 1984 - Los Angeles
1 médaille d'or
- Cyclisme course aux points : Roger Ilegems

#### 1996 - Atlanta
2 médailles d'or 
- Natation 100 m brasse : Frederik Deburghgraeve
- Judo −72 kg : Ulla Werbrouck

#### 2004 - Athènes
1 médaille d'or
- Tennis simple dame : Justine Henin

#### 2008 - Pékin
2 médailles d'or
- Athlétisme saut en hauteur : Tia Hellebaut
- Athlétisme relais 4*100 m féminin : Olivia Borlée, Hanna Mariën, Élodie Ouédraogo, Kim Gevaert[1]

#### 2016 - Rio
2 médailles d'or
- Cyclisme sur route course en ligne : Greg Van Avermaet
- Heptathlon : Nafissatou Thiam

#### 2020- Tokyo
3 médailles d'or 
- Heptathlon - femme : Nafissatou Thiam
- Gymnastique rythmique : Nina Derwael
- Hockey sur gazon : Red Lions

#### 2024-Paris
3 médailles d'or 
- Heptathlon - femme : Nafissatou Thiam
- Course en ligne de cyclisme sur route - homme :  Remco Evenepoel
- Contre-la-montre individuel - hommes  :  Remco Evenepoel

### Jeux olympiques d'hiver

#### 1948 - Saint-Moritz
1 médaille d'or :
- Patinage artistique - couple Micheline Lannoy, Pierre Baugniet

### Sport de démonstration

#### 1988 - Séoul
1 médaille d'or :
- Judo féminin, −72 kg : Ingrid Berghmans